# Campeonato Brasileiro de Basquete Feminino de 2004
O Campeonato Nacional de Basquete Feminino de 2004 (7ª edição) foi um torneio realizado a partir de 24 de outubro de 2004 a 23 de janeiro de 2005 por oito equipes representando três estados.

## Participantes
Americana, Americana/SP

 Iate Clube Rio das Ostras, Rio das Ostras/RJ

 Ourinhos, Ourinhos/SP

 Santo André, Santo André/SP

 São Caetano, São Caetano do Sul/SP

 São Paulo/Guaru, Guarulhos/SP

 Uberaba, Uberaba/MG

 Universo/Juiz de Fora, Juiz de Fora/MG

## Regulamento

### Fórmula de Disputa
O Campeonato Nacional de Basquete Feminino foi disputado por 8 equipes em duas fases:
- Fase Classificatória: As 8 equipes disputaram partidas em um sistema de turno e returno,em que enfrentaram todos os adversários em seu mando de quadra e fora dele.
- Playoffs: As seis equipes classificadas jogaram num sistema mata-mata e a vencedora desses foi declarada Campeã Nacional de Basquete Feminino de 2004. Foi dividida em 3 partes:
  - Quartas-de-Final: Foi disputada pelas equipes que ficaram  da 3ª à 6ª posições na primeira fase, seguindo a lógica: (3ª x 6ª); (4ª x 5ª).  Estas jogaram partidas em melhor de 5 (jogos), sendo dois mandos de campo para cada e o jogo de desempate, se houvesse, no ginásio da equipe com o melhor índice técnico da Fase Classificatória.
  - Semifinais: Foi disputada pelas equipes que passaram da das quartas-de-final, com a 1ª e a 2ª colocadas da Primeira Fase, seguindo a lógica: 1º x vencedor (4º x 5º) e 2º x vencedor (4º x 5º).  Estas jogaram partidas em melhor de 5 (jogos), sendo dois mandos de campo para cada e o jogo de desempate, se houvesse, no ginásio da equipe com o melhor índice técnico da Fase Classificatória.
  - Final: Foi disputada entre as duas equipes vencedoras das Semifinais, em melhor de 5 (jogos), sendo dois mandos de campo para cada e o jogo de desempate, se houvesse, no ginásio da equipe com o melhor índice técnico da Fase Classificatória. A equipe vencedora foi declarada campeã da competição.

### Critérios de Desempate
1º: Confronto Direto

2º: Saldo de cestas dos jogos entre as equipes

3º: Melhor cesta average (Se o empate foi entre duas equipes)

4º: Sorteio

### Pontuação
Vitória: 2 pontos

Derrota: 1 ponto

Não Comparecimento: 0 pontos

## Classificação
| 1 | Unimed/Americana                  | 26 | 14 | 12 | 2  | 1027 | 783  | 1,31162 |
| 2 | Santa Maria/São Caetano           | 25 | 14 | 11 | 3  | 882  | 809  | 1,09023 |
| 3 | FIO/Pão de Açúcar/Unimed/Ourinhos | 25 | 14 | 11 | 3  | 910  | 797  | 1,14178 |
| 4 | Santo André                       | 20 | 14 | 6  | 8  | 881  | 854  | 1,03162 |
| 5 | Sirio/Black&Decker/Uberaba        | 20 | 14 | 6  | 8  | 930  | 941  | 0,98831 |
| 6 | São Paulo FC/Guaru                | 19 | 14 | 5  | 9  | 873  | 955  | 0,91414 |
| 7 | Universo/Juiz de Fora             | 18 | 14 | 4  | 10 | 913  | 1044 | 0,87452 |
| 8 | Iate Clube de Rio das Ostras      | 15 | 14 | 1  | 13 | 516  | 749  | 0,68892 |

|  |                                           |
|  | Zona de classificação às Semifinais       |
|  | Zona de classificação às Quartas-de-Final |

## Playoffs

### Quartas-de-Final
1ª Rodada
| 16 de dezembro | Ourinhos | 103 - 66 | São Paulo/Guaru | Ginásio Monstrinho, Ourinhos |
| 16 de dezembro |          |          |                 | Ginásio Monstrinho, Ourinhos |

| 16 de dezembro | Santo André | 58 - 61 | Uberaba | Santo André |
| 16 de dezembro |             |         |         | Santo André |

2ª Rodada
| 17 de dezembro | Ourinhos | 88 - 69 | São Paulo/Guaru | Ginásio Monstrinho, Ourinhos |
| 17 de dezembro |          |         |                 | Ginásio Monstrinho, Ourinhos |

| 17 de dezembro | Santo André | 73 - 67 | Uberaba | Santo André |
| 17 de dezembro |             |         |         | Santo André |

3ª Rodada
| 19 de dezembro | São Paulo/Guaru | 65 - 85 | Ourinhos | Guarulhos |
| 19 de dezembro |                 |         |          | Guarulhos |

| 19 de dezembro | Uberaba | 78 - 79 | Santo André | Uberaba |
| 19 de dezembro |         |         |             | Uberaba |

4ª Rodada
| 20 de dezembro | Uberaba | 63 - 62 | Santo André | Uberaba |
| 20 de dezembro |         |         |             | Uberaba |

5ª Rodada
| 22 de dezembro | Santo André | 58 - 49 | Uberaba | Santo André |
| 22 de dezembro |             |         |         | Santo André |

- Ourinhos e  Santo André passaram de fase.

### Semifinais
1ª Rodada
| 5 de janeiro | São Caetano | 57 - 69 | Ourinhos | São Caetano do Sul |
| 5 de janeiro |             |         |          | São Caetano do Sul |

| 6 de janeiro | Americana | 78 - 55 | Santo André | Americana |
| 6 de janeiro |           |         |             | Americana |

2ª Rodada
| 7 de janeiro | Americana | 94 - 63 | Santo André | Americana |
| 7 de janeiro |           |         |             | Americana |

| 7 de janeiro | São Caetano | 59 - 54 | Ourinhos | São Caetano do Sul |
| 7 de janeiro |             |         |          | São Caetano do Sul |

3ª Rodada
| 9 de janeiro | Santo André | 48 - 68 | Americana | Santo André |
| 9 de janeiro |             |         |           | Santo André |

| 9 de janeiro | Ourinhos | 81 - 59 | São Caetano | Ginásio Monstrinho, Ourinhos |
| 9 de janeiro |          |         |             | Ginásio Monstrinho, Ourinhos |

4ª Rodada
| 10 de janeiro | Ourinhos | 80 - 55 | São Caetano | Ginásio Monstrinho, Ourinhos |
| 10 de janeiro |          |         |             | Ginásio Monstrinho, Ourinhos |

- Americana e  Ourinhos passaram de fase.

### Final
1ª Rodada
| 14 de janeiro | Americana | 56 - 61 | Ourinhos | Americana |
| 14 de janeiro |           |         |          | Americana |

2ª Rodada
| 16 de janeiro | Americana | 83 - 73 | Ourinhos | Americana |
| 16 de janeiro |           |         |          | Americana |

3ª Rodada
| 18 de janeiro | Ourinhos | 74 - 55 | Americana | Ginásio Monstrinho, Ourinhos |
| 18 de janeiro |          |         |           | Ginásio Monstrinho, Ourinhos |

4ª Rodada
| 19 de janeiro | Ourinhos | 63 - 53 | Americana | Ginásio Monstrinho, Ourinhos |
| 19 de janeiro |          |         |           | Ginásio Monstrinho, Ourinhos |

| Campeonato Nacional de Basquete Feminino 2004 |
| --------------------------------------------- |
| Ourinhos Campeão                              |